# New Preston
New Preston est une localité située dans le comté de Litchfield, dans l'État du Connecticut (États-Unis). Elle fait partie de la municipalité de Washington. Lors du recensement de 2010, New Preston avait une population totale de 1 182 habitants.

## Géographie
Selon le Bureau du recensement des États-Unis, la superficie de la ville est de 20,3 km2, dont 19,1 km2 de terres et 1,2 km2 de plans d'eau (soit 5,86 %).

## Démographie
D'après le recensement de 2000, il y avait 1 110 habitants, 439 ménages, et 303 familles dans la ville. La densité de population était de 58,0 hab/km2. Il y avait 563 maisons avec une densité de 29,4 maisons/km2. La décomposition ethnique de la population était : 97,84 % blancs ; 0,36 % noirs ; 0,09 % amérindiens ; 0,18 % asiatiques ; 0,00 % natifs des îles du Pacifique ; 0,27 % des autres races ; 1,26 % de deux ou plus races. 1,17 % de la population était hispanique ou Latino de n'importe quelle race.
Il y avait 439 ménages, dont 30,3 % avaient des enfants de moins de 18 ans, 60,6 % étaient des couples mariés, 5,9 % avaient une femme qui était parent isolé, et 30,8 % étaient des ménages non-familiaux. 26,2 % des ménages étaient constitués de personnes seules et 11,6 % de personnes seules de 65 ans ou plus. Le ménage moyen comportait 2,49 personnes et la famille moyenne avait 3,00 personnes.
Dans la ville la pyramide des âges était 23,4 % en dessous de 18 ans, 5,3 % de 18 à 24, 26,6 % de 25 à 44, 27,7 % de 45 à 64, et 17,0 % qui avaient 65 ans ou plus. L'âge médian était 42 ans. Pour 100 femmes, il y avait 102,2 hommes. Pour 100 femmes de 18 ans ou plus, il y avait 95,9 hommes.
Le revenu médian par ménage de la ville était 55 962 dollars US, et le revenu médian par famille était $69 000. Les hommes avaient un revenu médian de $45 673 contre $28 333 pour les femmes. Le revenu par habitant de la ville était $36 566. 3,9 % des habitants et 3,4 % des familles vivaient sous le seuil de pauvreté. 0,0 % des personnes de moins de 18 ans et 19,9 % des personnes de plus de 65 ans vivaient sous le seuil de pauvreté.